# Gisara ambigua
Gisara ambigua är en fjärilsart som beskrevs av Dyar 1908. Gisara ambigua ingår i släktet Gisara och familjen tandspinnare. Inga underarter finns listade i Catalogue of Life.